# 국화문장

국화 문장

국화문장(일본어: 菊花紋章 기쿠카몬쇼[*]) 또는 십육엽팔중표국(일본어: 十六葉八重表菊)은 일본 황실의 가몬으로, '국화문(菊花紋 기쿠카몬[*])' 이나 '국문(菊紋 기쿠몬[*])'이라 줄여 부르기도 한다.
가마쿠라 시대의 고토바 천황이 국화를 좋아해 자신을 나타내는 징표로 사용했다. 이후 고후카쿠사 천황, 가메야마 천황, 고우다 천황이 이를 자신들의 징표로 계속 사용해 황실의 문장으로 정착되었다.
공식적으로 일본 황실의 문장이 된 것은 1869년(메이지 2년)의 태정관포령에 의해서이다. 이때, 천황의 문장으로서 "십육변팔중표국문"이, 천황 이외의 황족의 문장으로서 십사변일중이국문(十四弁一重裏菊紋)이 각각 정해졌다. 1871년(메이지 4년)에는 황족인 아닌 자가 국화문장을 사용하는 것이 금지되기도 했으나, 그 후 완화되었다.
야마토 전함(戰艦大和) 등 일본 제국 해군 군함의 뱃머리에 붙여져 있었으며, 현재도 일본 여권의 표지에 이 문장이 그려져 있다.

## 같이 보기
- 일본
- 일본 황실